# Хейл, Лилиан
Лилиан Хейл  (англ. Lilian Westcott Hale; 1880—1963) — американская художница-импрессионист.

## Биография

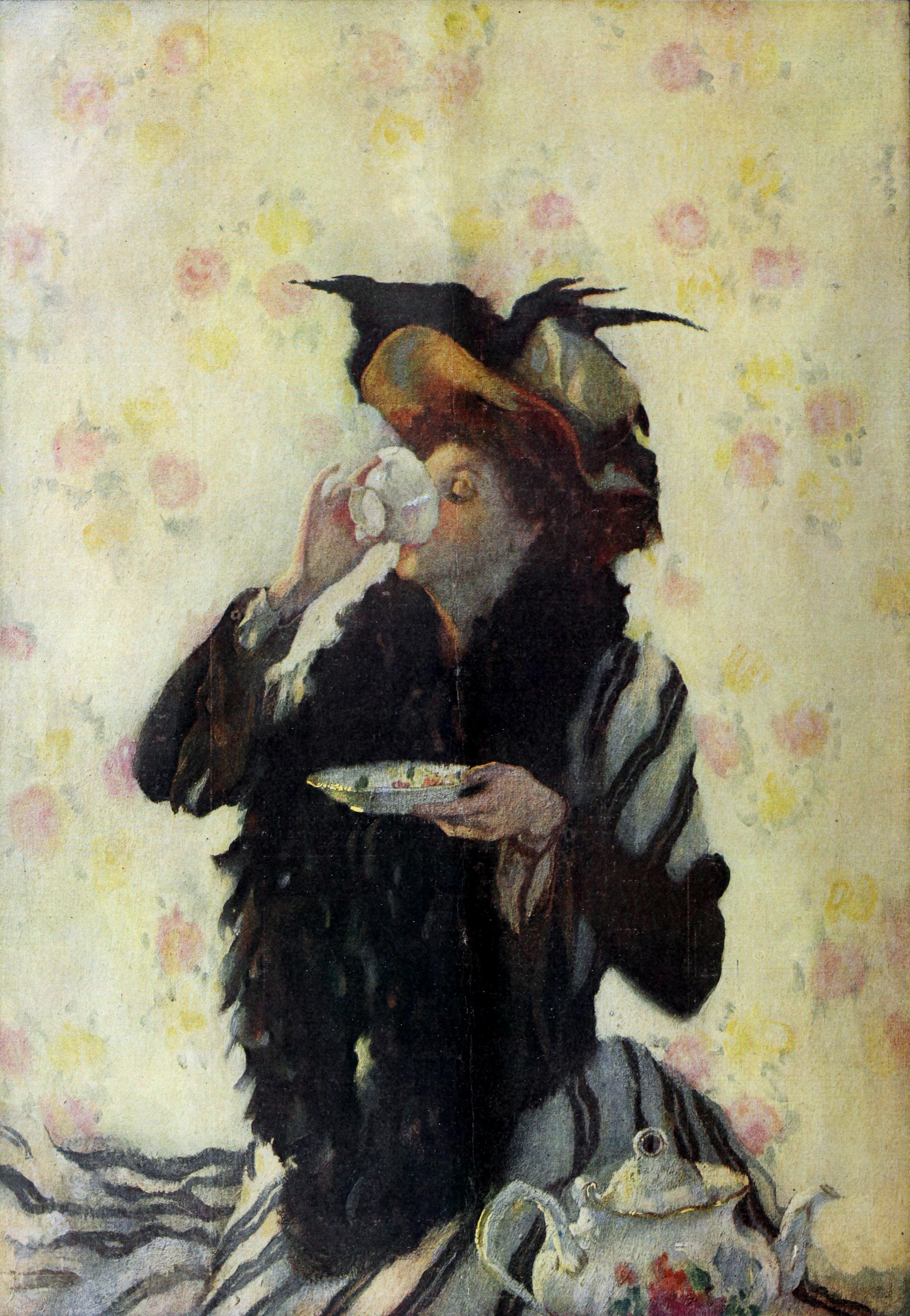
Картина «Чашка чая»
(A Cup of Tea), 1909 год

Родилась 7 декабря 1880 года в Бриджпорте, штат Коннектикут. По архивным данным государственной библиотеки Коннектикута (англ. Connecticut State Library), при рождении её имя было Лилли Коулман Уэсткотт (англ. Lillie Coleman Westcott). Мать — Harriet Cordelia Clark, отец — Edward Gardiner Westcott, был президентом компании, производящей оружие — Bridgeport Sharp’s Rifle.
Первоначально Хейл обучалась в художественной школе Hartford Art School. Затем продолжила образование в школе при музее изящных искусств в Бостоне у Эдмунда Тарбелла. 11 июня 1902 года вышла замуж за художника Филиппа Лесли Хейла, с которым они жили в городе Dedham, штат Массачусетс. В 1927 году была удостоена приза от Национальной академии дизайна.
Умерла 3 ноября 1963 года в штате Миннесота. Похоронена на кладбище Forest Hills Cemetery and Crematory округа Саффолк, штат Массачусетс. Была замужем за Филиппом Хейлом — художником-импрессионистом, у них была дочь Анна (англ. Anna Westcott Hale Bowers, 1908—1988).

## Труды
Работы художницы находятся в музее изящных искусств в Бостоне, Национальной академии дизайна, Метрополитен-музее, художественном музее Северной Каролины.